# Jan I van Auvergne
Jan I van Auvergne (overleden op 24 maart 1386) was van 1361 tot aan zijn dood graaf van Auvergne en Boulogne. Hij behoorde tot het huis Auvergne.

## Levensloop
Jan I was de zoon van graaf Robert VII van Auvergne en diens tweede echtgenote Maria, dochter van heer Willem van Dendermonde, die op zijn beurt een zoon was van graaf van Vlaanderen Gwijde van Dampierre. 
Hij was een halfbroer van graaf Willem XII van Auvergne en de oom van diens dochter Johanna I. Na het overlijden van Johanna's zoon Filips van Rouvres werd Jan I in 1361 graaf van Auvergne en graaf van Boulogne. Tevens was hij van 1355 tot 1356 gouverneur van de Dauphiné.
Jan I stierf in maart 1386.

## Huwelijk en nakomelingen
In 1328 huwde hij met Johanna (overleden in 1383), dochter van Jan van Clermont, heer van Charolais. Ze kregen twee kinderen:
- Maria, huwde met burggraaf Raymond VIII van Turenne
- Jan II (overleden in 1404), graaf van Auvergne en Boulogne

## Voorouders
| Voorouders van Jan I van Auvergne (-1386) | Voorouders van Jan I van Auvergne (-1386)                               | Voorouders van Jan I van Auvergne (-1386)                               | Voorouders van Jan I van Auvergne (-1386)                                 | Voorouders van Jan I van Auvergne (-1386)                                 | Voorouders van Jan I van Auvergne (-1386)                               | Voorouders van Jan I van Auvergne (-1386)                               | Voorouders van Jan I van Auvergne (-1386)                               | Voorouders van Jan I van Auvergne (-1386)                               |
| ----------------------------------------- | ----------------------------------------------------------------------- | ----------------------------------------------------------------------- | ------------------------------------------------------------------------- | ------------------------------------------------------------------------- | ----------------------------------------------------------------------- | ----------------------------------------------------------------------- | ----------------------------------------------------------------------- | ----------------------------------------------------------------------- |
| Overgrootouders                           | Robert V van Auvergne (1225-1277) ∞ Eleonora van Baffie (-)             | Robert V van Auvergne (1225-1277) ∞ Eleonora van Baffie (-)             | Fulco III van Montgascon (1293-1322) ∞ Isabelle van Ventadour (1245-1278) | Fulco III van Montgascon (1293-1322) ∞ Isabelle van Ventadour (1245-1278) | Gwijde van Dampierre (1226-1305) ∞ 1246 Mathilde van Béthune (?-1263)   | Gwijde van Dampierre (1226-1305) ∞ 1246 Mathilde van Béthune (?-1263)   | Rudolf II van Clermont (1245-1302) ∞ Adelheid van Dreux (1255-1293)     | Rudolf II van Clermont (1245-1302) ∞ Adelheid van Dreux (1255-1293)     |
| Grootouders                               | Robert VI van Auvergne (1250-1314) ∞ Beatrix van Montgascon (-)         | Robert VI van Auvergne (1250-1314) ∞ Beatrix van Montgascon (-)         | Robert VI van Auvergne (1250-1314) ∞ Beatrix van Montgascon (-)           | Robert VI van Auvergne (1250-1314) ∞ Beatrix van Montgascon (-)           | Willem van Dendermonde (1248-1311) ∞ Adelheid van Clermont (1275-1315)  | Willem van Dendermonde (1248-1311) ∞ Adelheid van Clermont (1275-1315)  | Willem van Dendermonde (1248-1311) ∞ Adelheid van Clermont (1275-1315)  | Willem van Dendermonde (1248-1311) ∞ Adelheid van Clermont (1275-1315)  |
| Ouders                                    | Robert VII van Auvergne (1282-1325) ∞ Maria van Dendermonde (1290-1350) | Robert VII van Auvergne (1282-1325) ∞ Maria van Dendermonde (1290-1350) | Robert VII van Auvergne (1282-1325) ∞ Maria van Dendermonde (1290-1350)   | Robert VII van Auvergne (1282-1325) ∞ Maria van Dendermonde (1290-1350)   | Robert VII van Auvergne (1282-1325) ∞ Maria van Dendermonde (1290-1350) | Robert VII van Auvergne (1282-1325) ∞ Maria van Dendermonde (1290-1350) | Robert VII van Auvergne (1282-1325) ∞ Maria van Dendermonde (1290-1350) | Robert VII van Auvergne (1282-1325) ∞ Maria van Dendermonde (1290-1350) |